# Val Codalunga
La Val Codalunga (Val de Codalongia in ladino) è una valle delle Dolomiti, in provincia di Belluno. La valle è però importante perché collega l'Agordino all'Ampezzano attraverso il Passo Giau, con cui culmina. Il principale corso d'acqua è il rio Codalunga, che nasce ai piedi del Monte Cernera.
L'imboccatura si apre all'inizio della Val Fiorentina, sulla destra, tra gli abitati di Colle Santa Lucia e Selva di Cadore. Si tratta di una vallata stretta e dai fianchi ripidi e per questo, a parte pochi villaggi arroccati all'inizio del lato sinistro, l'insediamento umano è praticamente assente.